# Ed Horton
Edward C. Horton, (nacido el 17 de diciembre de 1967 en Springfield, Illinois) es un exjugador de baloncesto estadounidense. Con 2.03 de estatura, su puesto natural en la cancha era el de ala-pívot. 

## Trayectoria
- Washington Bullets (1989-1990)
- Maccabi Tel Aviv (1990-1991)
- Tulsa Zone (1991-1992)
- Rapid City Thrillers (1992)
- Columbus Horizon (1992)
- Rockford Lightning (1992-1993)
- Fargo Fever (1993-1994)
- Peñarol M. d. Plata (1994)
- Titanes de Morovis (1995)
- Polluelos de Aibonito (1996)
- Yakima Sun Kings (1996-1997)
- BSC Raiffeisen Panthers Fürstenfeld (2003-2004)